# Конкретизація
Конкретизація (від лат. concretus — густий, твердий) — метод дослідження предметів у всій різнобічності їх, у якісній багатосторонності реального існування на відміну від абстрактного вивчення предметів. При цьому досліджується стан предметів у зв'язку з певними умовами їх існування та історичного розвитку.